# Thomas Richter (Fußballspieler, 1967)
Thomas Richter (* 29. Juni 1967 in Hof) ist ein deutscher Fußballspieler und heutiger Trainer.

## Karriere

### Spieler
Richters Karriere begann beim ATS Hof-West. 1990 kam er vom VfB Helmbrechts (Landesliga Bayern, damals vierthöchste Spielklasse) zum 1. FC Kaiserslautern in die Bundesliga und wurde 1991 mit diesem Deutscher Meister. Er blieb bis 1993 beim FCK und kam während dieser Zeit zu 21 Einsätzen, konnte sich aber weder unter Trainer Karl-Heinz Feldkamp noch unter Rainer Zobel einen Stammplatz sichern. Zudem verhinderten Verletzungen weitere Einsätze. Zwischen 1993 und 1997 absolvierte er 90 Spiele und erzielte acht Tore in der zweiten Bundesliga für Hertha BSC und den SV Waldhof Mannheim. Zuletzt spielte er von 1997 bis 1999 in der Regionalliga West/Südwest bei Eintracht Trier, mit der er 1998 bis ins Halbfinale des DFB-Pokals vordrang. Aufgrund von Problemen am Sprunggelenk musste er seine Karriere beenden.

### Trainer
In der Saison 2006/07 war Thomas Richter Spielertrainer in Luxemburg beim FC Jeunesse Biwer (4. Liga). Der Dorfklub (747 Einwohner) erreichte unter Richter erstmals seit gut 30 Jahren wieder das Viertelfinale des luxemburgischen nationalen Pokals, schied dort aber gegen den späteren Finalisten UN Käerjéng 97 (1. Liga) aus. Von 2007 bis 2010 stand Thomas Richter bei Eintracht Trier als Co-Trainer unter Vertrag. Er arbeitete dort mit den Cheftrainern Werner Weiß und Mario Basler zusammen. Ab 2014 war Richter als unterstützender Trainer in der Jugendabteilung des FSV Trier-Tarforst tätig, bei dem sein Sohn aktiv war. Beruflich arbeitet er als Sportlehrer und als Fitnesscoach in Trier. In der Saison 2022/23 war er abermals als Co-Trainer bei Eintracht Trier unter Josef Cinar tätig. Seit März 2024 übt er diese Position ebenfalls unter Cinar beim luxemburgischen Zweitligisten FC Berdenia Berburg aus. 